# Carangoides praeustus
 Carangoides praeustus és un peix teleosti de la família dels caràngids i de l'ordre dels perciformes.

## Morfologia
Pot arribar als 25 cm de llargària total.

## Distribució geogràfica
Es troba a les costes de l'oceà Índic i de l'oest del Pacífic.